# Cratere Kaikilani
Kaikilani  è un cratere sulla superficie di Venere. Deve il suo nome a Ka'ikilani, nobildonna hawaiana e regina dell'isola di Hawai'i (XVI-XVII secolo).